# Tilly Bagshawe
Tilly Bagshawe (n. 1973) es una escritora y periodista inglesa.
Bagshawe fue educada en la Woldingham School, en Surrey. Tras acabar la secundaria asistió a la Universidad de Cambridge a los dieciocho años, junto a su hermana, diez meses mayor que ella. Ahora, Tilly es periodista, y una colaboradora regular de periódicos como el Sunday Times, y el Daily Mail.
Bagshawe vive entre Los Ángeles y Londres con su marido, Robin, su hija, Persephone (Sefi) y dos hijos, Zac y Theo. Es hermana de la también escritora Louise Mensch.
Su primera novela, Adored, titulada en España, Ambición, fue lanzada en julio del año 2005, y cuenta la historia de la bella y privilegiada Siena McMahon, que está predestinada a ser una estrella.
Su segunda novela, Showdown, fue publicada en el año 2006, y está ambientada en un rancho de caballos de California.
Su tercer libro, Do Not Disturb, fue publicado en 2008, y está ambientado en Los Hamptons, Boston y Londres.
Su cuarta novela, Flawless, fue publicada a principios del año 2009.
Bagshawe también ha escrito Sidney Sheldon's Mistress of the Game, y Sidney Sheldon's After the Darkness, publicadas en 2009 y agosto del año 2010 respectivamente.
En 2011 publicó la novela "Fame".
- Datos: Q7802897